# Tesla Effect: A Tex Murphy Adventure
Tesla Effect: A Tex Murphy Adventure (utvecklad med arbetsnamnet Project Fedora) är det sjätte spelet i spelserien Tex Murphy utvecklad av Big Finish Games.

## Spelupplägg
Upplägget i Tesla Effect beskrivs som i föregångarna väldigt lik Under a Killing Moon, The Pandora Directive och Tex Murphy: Overseer. Som i dessa titlar navigerar spelaren i en 3D-miljö i förstapersonsperspektiv, spelet innehåller olika pusselspel och konversationer med olika karaktärer. Det finns alternativa slut beroende på hur spelaren utför sina mål.

## Handling
Tesla Effect börjar år 2050, sju år efter att Tex och hans kärleksintresse Chelsee Bando blev attackerade i slutet av Tex Murphy: Overseer. Handlingen börjar med att Tex vaknar på sitt kontor nära Ritz Hotel, med ett märke på kroppen efter våld, och han har inget minne av de sju senaste åren. Han upptäcker sen att Chelsee är borta och troligen är död. Han tar reda på vad som hände med honom själv, och vad som hände med Chelsee, han får tillbaka sitt minne och därmed avslöjar han ett nät av intriger som involverar mord, bedrägerier och Nikola Teslas förlorade uppfinning.

## Utveckling
Åren som följdes av Microsofts uppköp av Access Software försökte spelseriens skapare Chris Jones och Aaron Conners att återuppliva Tex Murphy-serien men fick inte av Microsofts ledning. 2008 fick de rättigheterna till serien och figurerna och under tiden bildades företaget Big Finish Games, vilket kunde anställa personer som arbetade på Access Software. Produktionen finansierades av donationer från Kickstarter, totalt fick företaget in 657 196 dollar.

## Mottagande
| Mottagande      | Mottagande    |
| Samlingsbetyg   | Samlingsbetyg |
| Tjänst          | Betyg         |
| --------------- | ------------- |
| Gamerankings    | 69.74%        |
| Metacritic      | 68/100        |
| Recensionsbetyg |               |
| Publikation     | Betyg         |
| FZ              | 4/5           |

Spelet mottogs av blandade recensioner hos kritiker, FZ:s recensent Fredrik Eriksson gav spelet fyra av fem i betyg och jämförde den med B-filmer.